# Kozlovice (Frýdek-místeki járás)
Kozlovice település Csehországban, a Frýdek-místeki járásban. Kozlovice Hukvaldy, Kopřivnice, Tichá, Pstruží, Kunčice pod Ondřejníkem, Lhotka és Palkovice településekkel határos. Lakosainak száma 3112 fő (2024. január 1.).

## Népesség
A település lakosságának változását az alábbi diagram mutatja:
| Lakosok száma | 1816 | 1956 | 2003 | 2281 | 2828 | 2822 | 3017 | 3039 | 3088 | 3112 |
|               | 1869 | 1890 | 1921 | 1950 | 1980 | 2001 | 2017 | 2019 | 2022 | 2024 |